# グロサリー

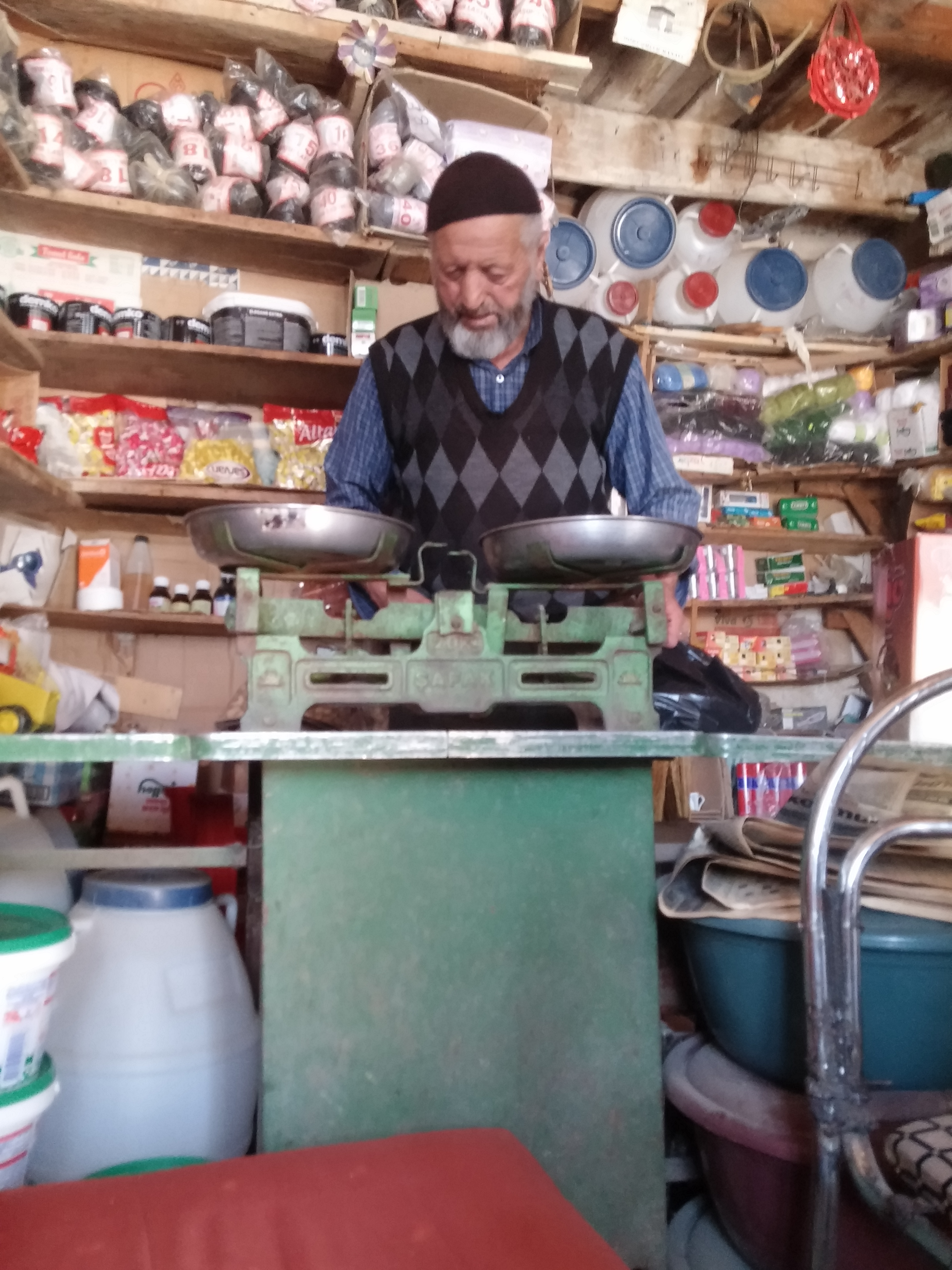
トルコ

グロサリー、またはグロッサリー、グローサリー（英語: grocery）とは、中食主体の食料品・生活雑貨・日用品などを総称する言葉、また、転じて食料雑貨店のことである。食料雑貨、食品雑貨などと訳す。日本では馴染みの薄い概念だが、英語圏では日常的に用いられている。
日本の流通業界などにおいては、グロサリーに生鮮食品は含まれない。冷蔵を要する食品（日配食品）を「チルドグロサリー」と呼び、冷蔵を要しない食品（一般食品）や雑貨は「ドライグロサリー」と呼ぶことがある。単に「グロサリー」と表記した場合はドライグロサリーのことを指すことが多い。
リトアニア語には bakalėja という単語が存在し、これは英語では grocery と訳される場合もあるが、厳密には茶、砂糖、コーヒー、小麦粉などの粉、ドライフルーツといった消費前に調理の必要がある食品の総称である。ロシア語にも бакалея（ラテン文字転写: bakaleja）というリトアニア語とほぼ同じ概念を指す、明らかに同系統の語が見られるが、その語源はトルコ語や、更に遡ってアラビア語で〈食料品商〉を表すことばに求められる。